# Bács-Kiskun Megyei Katona József Könyvtár
A Katona József Könyvtár Kecskemét és Bács-Kiskun vármegye legnagyobb könyvtára, fenntartója Kecskemét Megyei Jogú Város Önkormányzata

## Története
Az intézmény több mint 100 éves történetének legfontosabb állomásai:
- 1894 – Állami határozat születik, melyben megbízzák az Országos Múzeumi és Könyvtári Bizottságot a könyvtár- és múzeumszervezési feladattal.
- 1897 – Kecskemét th. Város Tanácsa Kada Elek polgármester javaslatára élt a könyvtáralapítással járó magas állami támogatással és határozatot hozott a nyilvános könyvtár létesítéséről. Elhelyezése ideiglenes volt, a Városháza 2. emeletén lévő nagyteremben.
- 1899 – A tanács rendeletben határozta meg a könyvtár fenntartására és gyarapítására szolgáló javadalom összegét, melynek fedezetére évi rendszeres államsegélyt kapott.
- 1906 – A földszinti galériát - eredetileg múzeumnak szánták - rendezték be könyvtárnak.
- 1911 – Szilády Károlyt nevezték ki a könyvtár és múzeum igazgatójává és ekkor felvetődött a könyvtárépítés szükségessége is.
- 1934 – Garzó József, majd 1937-ben dr. Szabó Ambrus lett a könyvtár vezetője. Ő készítette el ebben az évben a könyvek teljes leltározását, melynek eredménye 21.222 mű 39.000 kötetben.
- 1944 – A háborús pusztítás pótolhatatlan veszteséget okozott a könyvtár állományában: elégett a Régi Magyar Nyomtatványok és a Régi Magyar Könyvtár ritka kincsű, az egész magyar kultúra egyetemes értékű alkotásai közé sorolt dokumentumok szinte teljes egésze.
- 1952. október 26. – Minisztertanácsi határozat rendelkezett a megyei könyvtár megszervezéséről, a kecskeméti Városi Könyvtár jogutódjaként, annak állományára épülve.
- 1953 februárjában indult a könyvtár gyermekrészlege, mely 1961-től a Kisfaludy u. 2. alatt kapott helyet, majd 1983-ban az Ifjúsági Otthon (akkori nevén Szalvay Mihály Úttörő és Ifjúsági Ház) egyik helyiségében kapott helyet. 1996 óta – Gyermekvilág, 2016-tól Gyermek és Tinivilág néven – a könyvtár központi épületében működik.
- 1955. április 29. – A könyvtár felvette Katona József nevét.
- 1955–1992. – A könyvtár hivatalos neve: Katona József Megyei Könyvtár
- 1992–2012 - A könyvtár hivatalos neve: Bács-Kiskun Megyei Önkormányzat Katona József Könyvtára
- 1993. december 11. – Lerakták az új könyvtárépület alapkövét.
- 1996. augusztus 16. – Megtörtént a Katona József Könyvtár új épületének átadása.
- 2000. augusztus 23. – A könyvtárban megnyílt a Europe Direct – Bács-Kiskun Megyei Európai Információs Pont
- 2005 – elindult a Bács-Kiskun Megyei Könyvtárellátási Szolgáltatás, melyhez jelenleg 90 település tartozik
- 2012–2023 – A könyvtár hivatalos neve Bács-Kiskun Megyei Katona József Könyvtár
- 2023. május 1-től – A könyvtár Katona József Könyvtár néven, továbbra is vármegyei hatókörű városi könyvtárként működik

## A könyvtár igazgatói 1897-től napjainkig
1897–1934: Szilády Károly (1865–1934)
1934–1937: Garzó József (1887–1951)
1937–1951: dr. Szabó Ambrus (1892–1974)
1951–1954: Szántó János
1954–1972: Fenyvessiné Góhér Anna (1916–1999)
1972–1985: Lisztes László (1929–2001)
1985–1990: Krajcsovicz Mihály
1991–2021: Ramháb Mária (1951)
2021–: Bujdosóné dr. Dani Erzsébet

## A könyvtár nyilvános terei, gyűjteményei és szolgáltatásai

### Földszint
- Kávézó

- Beiratkozási és kölcsönzési pont

- Ruhatár

- Nagyterem: 150 fő befogadására alkalmas kulturális rendezvénytér

- Gyermekvilág: kölcsönözhető és helyben olvasható könyvek gyűjteménye és foglalkozások helyszíne 0–11 éves korosztály számára

- Tinivilág: kölcsönözhető és helyben olvasható könyvek gyűjteménye és foglalkozások helyszíne 12–18 éves korosztály számára
- Baba-mama szoba: kisbabák gondozásaára alkalmas helyiség
- Kötészet: könyvkötés, -javítás, laminálás, spirálozás

### I. emelet
- Általános tájékoztatás
- Magazinolvasó: helyben olvasható hírlapok és folyóiratok

- Infotéka – Egyéni digitális tanulótér: számítógép- és internethasználat, elektronikus ügyintézés, nyomtatás, szkennelés, fénymásolás
- Szakirodalmi gyűjtemény: kölcsönözhető szakkönyvek és tudományos ismeretterjesztő művek

- Szépirodalmi gyűjtemény: kölcsönözhető könyvek a magyar és világirodalom, valamint a szórakoztató (sci-fi, krimi, romantikus) irodalom köréből
- Kreatív stúdió: hang- és filmfelvételek készítése, hangszergyakorlás

### II. emelet
- Olvasóterem: helyben használható szak- és szépirodalmi művek, folyóiratok

- Helyismereti gyűjtemény: Bács-Kiskun megyei vonatkozású könyvek, időszaki kiadványok teljességre törekvő, helyben használható gyűjteménye

- Történeti gyűjtemény: a régi Városi Könyvtár (1897–1952) muzeális értékű könyveket is magában foglaló zárt, helyben használható állománya

- Európa gyűjtemény – közösségi fejlesztő tér: idegen nyelvű könyvek és nyelvkönyvek kölcsönözhető, valamint külföldi folyóiratok helyben használható gyűjteménye

- Zenei gyűjtemény: zenehallgatás, filmnézés, számítógéphasználat helyben, kölcsönözhető CD-k, DVD-k és hangoskönyvek
- Digitális oktatólabor: kiscsoportos digitális tanulás, internet-használói tanfolyamok, rendezvények helyszíne

## Külső hivatkozások
- A Katona József Könyvtár honlapja
- Térkép és fénykép a könyvtárról